# Zvonko Kurbos
Zvonko »Toni« Kurbos (tudi Tony Kurbos), slovensko-nemški nogometaš, * 20. oktober 1960, Maribor, Jugoslavija.

## Mladost
Zvonko Kurbos se je rodil v Mariboru, stanoval pa je v Prlekiji. Ko je bil star 6 let je s starši odšel v Nemčijo, v Stuttgart. Tam je začel igrati nogomet v mladinskih selekcijah Kickersov iz Stuttgarta. Da bi se izognil vpoklicu v jugoslovansko vojsko, s čimer bi se prekinila njegova nogometna kariera, je prevzel nemško državljanstvo. Zaradi vpoklica v JNA je končal z igranjem nogometa že njegov starejši brat Miran, ki ga je tudi navdušil za nogomet.

## Metz
Zvonko Kurbos je najbolj poznan po svojem hattricku, ki ga je dosegel proti Barceloni na Camp Nou, s čimer jih je izločil iz evropskega tekmovanja leta 1984. Ta podvig je britanski Guardian označil za največji preobrat v zgodovini evropskih klubskih tekmovanj v nogometu.
V tem letu je Kurbos tudi podal in zadel v podaljšku finala francoskega pokala. Pred 45.000 gledalci je Metz premagal Monaco z 2:0, s čimer je osvojil svoj prvi veliki naslov.

## Zasebno življenje
Zvonko Kurbos sedaj živi v mestu Vence pri Nici, kjer je prodajalec avtomobilov, za razvedrilo pa igra nogomet z upokojenimi igralci Nice, med katerimi je tudi Marko Elsner. K staršem v Moravce pri Mali Nedelji pride nekajkrat na leto. Junija 2011 je obiskal nogometni tabor nogometne šole Mure. Ob tej priložnosti mu je predsednik Mure podaril dres NK Mura.